# Aromobates cannatellai
Aromobates cannatellai Barrio-Amorós & Santos, 2012 è un anfibio anuro, appartenente alla famiglia degli Aromobatidi.

## Etimologia
L'epiteto specifico è stato dato in onore di David Charles Cannatella.

## Distribuzione e habitat
È endemica della Cordillère de Mérida in Venezuela. Si trova a 1140 metri di altitudine nello stato di Táchira.